# Vespasiano
Tito Flávio Vespasiano (em latim: Titus Flavius Vespasianus; Falacrina, 17 de novembro de 9 — Roma, 23 de junho de 79), foi um imperador romano, o primeiro da dinastia flaviana, que ocupou o poder em 69, logo após o suicídio de Vitélio e o conturbado ano dos quatro imperadores. Foi proclamado imperador pelos seus próprios soldados em Alexandria. Sucederam-lhe sucessivamente dois dos seus filhos, Tito e Domiciano.
De origem modesta, descendia de uma família da ordem equestre que atingira o classe senatorial durante os reinados dos imperadores da dinastia júlio-claudiana. Designado cônsul em 51, ganhou renome como comandante militar, destacando-se na invasão romana da Britânia (43). Comandou as forças romanas que fizeram face à primeira guerra judaico-romana de 66 Quando se dispunha a sitiar Jerusalém, a capital rebelde, o imperador Nero suicidou-se, mergulhando o império num ano de guerras civis conhecido como o "ano dos quatro imperadores". Após a rápida sucessão e falecimento de Galba e Otão e a ascensão ao poder de Vitélio, os exércitos das províncias do Egito e Judeia proclamaram Vespasiano imperador a 1 de julho de 69 No seu caminho para o trono imperial, Vespasiano aliou-se com o governador da província da Síria, Caio Licínio Muciano, quem conduziu as tropas de Vespasiano contra Vitélio, enquanto o próprio Vespasiano tomava o controle sobre a província do Egito. A 20 de dezembro, Vitélio foi derrotado e no dia seguinte Vespasiano foi proclamado imperador pelo senado.
Pouca informação sobreviveu aos dez anos de governo de Vespasiano. Destaca-se o programa de reformas financeiras que promoveu, tão necessário após a queda da dinastia júlio-claudiana, a sua bem-sucedida campanha militar na Judeia e os seus ambiciosos projetos de construção como o Anfiteatro Flávio, conhecido popularmente como o Coliseu Romano. Instituiu um imposto sobre a urina humana, ingrediente chave na indústria antiga da lavagem e processamento de tecidos, justificando com a famosa frase: Pecunia non olet (“Dinheiro não tem cheiro”).
Reformulou o senado e a Ordem Equestre e desenvolveu um sistema educativo mais amplo. Reprimiu a sublevação da Gália, mas incompatibilizou-se com os meios senatoriais.
O período de seu governo ficou marcado por uma eficaz administração econômica quer na capital do império quer nas províncias, com um aumento significativo do tributo anual e a implementação de medidas econômicas muito mais severas, o que permitiu atingir níveis de progresso assinaláveis nas finanças do Estado, tendo inclusive angariado fundos para a construção do templo dedicado a Júpiter Capitolino e para o Coliseu de Roma. Após a sua morte a 23 de junho de 79, foi sucedido no trono pelo seu filho maior, Tito.

## Família e carreira

O Coliseu de Roma, também chamado de Anfiteatro Flávio.

Vespasiano nasceu em Falácrinas, no território dos Sabinos, perto de Rieti. O seu pai era um membro da ordem equestre que se enriqueceu como arrecadador de impostos na província romana da Ásia e como prestamista na Helvécia, onde viveu durante algum tempo. A sua mãe, Vespásia Pola, era irmã de um senador.
A pedido da sua mãe, Vespasiano seguiu a carreira política do seu irmão Tito Flávio Sabino. Serviu no exército como tribuno militar em Trácia (36) No ano seguinte foi eleito questor e serviu em Creta e Cirenaica. Foi ascendendo pelo Cursus honorum sendo eleito edil em 39 e pretor em 40, aproveitando a oportunidade para se congraçar com o imperador Calígula.
Por essa época contraiu matrimônio com Flávia Domitila, a filha de um cavaleiro de Ferêncio. Vespasiano e Flávia tiveram dois filhos, Tito e Domiciano e uma filha, chamada Domitila. Foi então que Flávia faleceu, e Vespasiano converteu a Cenis, sua amante, na sua esposa em tudo menos no nome.
Quando Cláudio foi designado imperador em 41, Vespasiano foi designado legado da Legio II Augusta, estacionada na Germânia. Esta nomeação foi devida à influência do liberto imperial, Tibério Cláudio Narciso.

### Invasão da Britânia
Em 43, Vespasiano e a Legio II Augusta participaram na invasão romana da Britânia. O futuro imperador distinguiu-se nesta campanha sob o comando de Aulo Pláucio. Após participar nas batalhas cruciais de Medway e Tâmisa, Pláucio enviou-o a sudoeste, e ordenou-lhe penetrar no território hostil através das terras que hoje são os modernos condados de Hampshire, Wiltshire, Dorset, Somerset, Devon e Cornualha. O general romano queria com este movimento assegurar os portos da costa sul e os portos com minas de estanho de Cornualha e as minas de prata de Somerset.
Vespasiano marchou sobre Noviômago dos Reginos (Chichester) a fim de subjugar as tribos de Durotriges e Dumnônios. Capturou 20 ópidos (fortalezas situadas no alto das colinas), submeteu a duas poderosas nações e reduziu Vectis. Além disso, estabeleceu uma fortaleza e uma colônia de legionários veteranos em Isca dos Dumnônios (Isca Domnoniorum). À sua volta a Roma foi recompensado com escolhias triunfais (ornamenta triunphalia).

### Carreira política
Vespasiano foi eleito cônsul por volta de finais de 51, após o qual se retirou da vida pública, à qual regressou em 63 sendo nomeado governador da província da África. Segundo Tácito, o seu governo foi "infame e odioso", mas segundo Suetônio, foi "reto e honorável". O ditame deste segundo ajusta-se mais à realidade pois, pelo general, os cargos de governador eram vistos pelos ex-cônsules como perfeitas oportunidades para fazer fortuna e recuperar o dinheiro que usaram nas suas campanhas políticas. A corrupção estava tão difundida que tudo governador voltava da sua província com os bolsos cheios. Contudo, Vespasiano empregou o seu tempo no cargo para fazer amizades em vez de dinheiro; algo que seria muito mais valioso nos anos seguintes. Durante o seu tempo na África do Norte, sofreu dificuldades financeiras e teve de liquidar parte das suas propriedades. Para recuperar a sua fortuna, ressuscitou o comércio com mulas, o que lhe valeu o apelido de Múlio.
Após o seu regresso da África, viajou para Grécia integrado no séquito do imperador Nero. Porém, perdeu o favor imperial por não mostrar suficiente atenção aos recitais do imperador com a lira. Por esta época, a carreira de Vespasiano entrou num ponto morto.

### Guerra judaico-romana

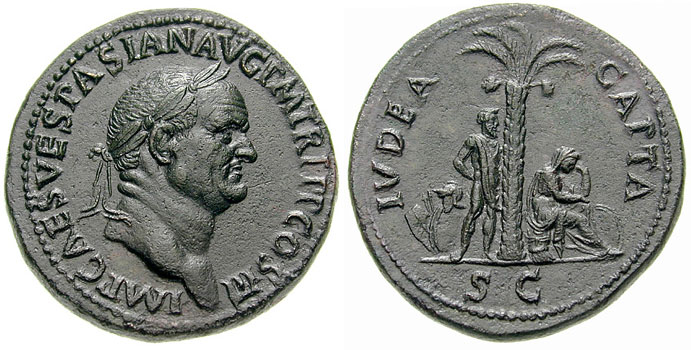
Denário com efígie de Vespasiano. Comemorativo da sua vitória na Judeia.

Em 66, Vespasiano foi designado para conduzir a guerra contra os rebeldes judeus da Judeia, que ameaçava o bem-estar das províncias romanas do Oriente. Esta rebelião conduzira ao assassinato do anterior governador e fizera fugir a Caio Licínio Muciano, governador da Síria, quando este tentou restaurar a ordem na zona. Duas legiões, com oito esquadrões de cavalaria e 10 coortes auxiliares, foram enviados para a província sob o comando de Vespasiano, além das tropas que formavam a guarnição. O seu filho maior, Tito Flávio Sabino Vespasiano, serviu como ajudante pessoal. Durante a guerra Vespasiano tornou-se patrono de Flávio Josefo, um líder da resistência judaica que em A Guerra dos Judeus oferece uma visão próxima do futuro imperador e do seu herdeiro Tito durante a guerra.

## Ano dos quatro imperadores

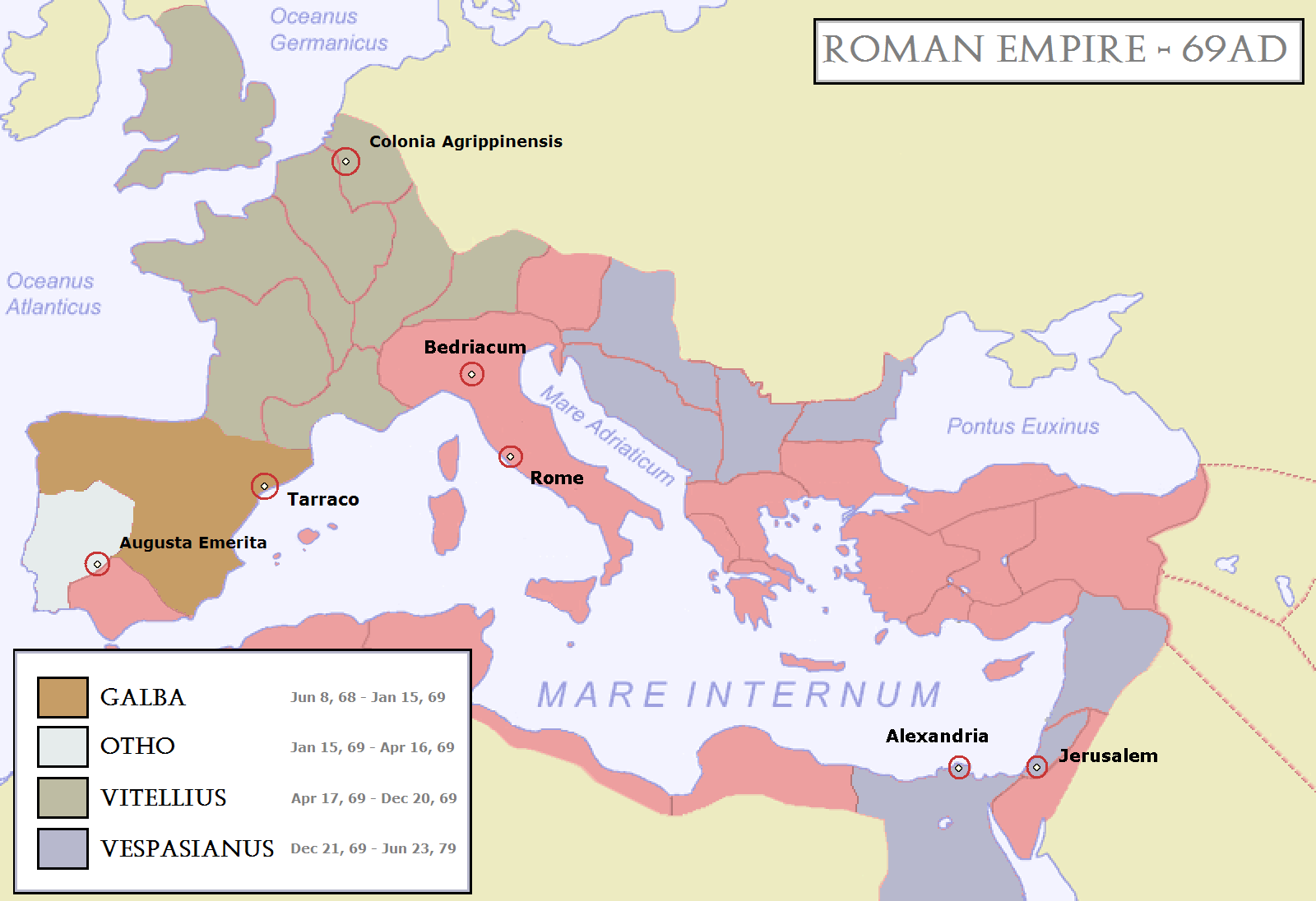
Mapa do Império durante o Ano dos quatro imperadores.

Após a morte de Nero em 68, Roma sofreu uma sequência de efêmeros imperadores e guerras civis. Galba foi assassinado por Otão, o que foi derrotado por Vitélio. Os partidários de Otão, procurando outro candidato ao trono ao que apoiar, decidiram-se por Vespasiano.
Segundo Suetônio, uma profecia alegou que os futuros imperadores viriam do Oriente. Vespasiano acabou acreditando que esta profecia se referia a ele, e uma série de oráculos e augúrios aos que consultou reforçaram esta crença.
Vitélio, o imperador então, tinha as melhores tropas do seu lado, as experimentadas legiões da Gália e Germânia. Contudo, as legiões da Ilíria, Mésia e Panônia proclamaram a sua lealdade a Vespasiano, tornando-o o imperador da metade do mundo romano.
Enquanto Vespasiano se dirigiu para o Egito para assegurar o fornecimento de grão, as suas tropas entraram na Itália pelo noroeste no comando de Marco Antônio Primo. As tropas de Vespasiano derrotaram as de Vitélio na Segunda Batalha de Bedríaco e avançaram para Roma. Após uma luta feroz, os soldados entraram na cidade. Durante a confusão da luta, o Capitólio incendiou-se e o irmão de Vespasiano, que era o prefeito da cidade foi assassinado por uma multidão da qual a duras penas escapou Domiciano.
Quando recebeu as notícias da derrota e morte do seu adversário Vitélio, expediu um envio de grãos para Roma, com um édito no qual anulava as leis de Nero, incluindo as relativas à traição. De caminho para Roma, visitou o Templo de Serápis, no qual experimentou uma visão. Durante a visão foi encontrado por uns sacerdotes do templo, que ficaram convencidos de que podia obrar milagres.

## Imperador Vespasiano

### Sequelas da Guerra Civil
Vespasiano foi declarado imperador pelo senado enquanto estava na província de Egito em dezembro de 69. A administração do império ficou nas mãos do antigo governador da Síria e aliado de Vespasiano, Caio Licínio Muciano, auxiliado pelo filho do imperador, Domiciano. Durante o seu governo, Muciano iniciou a reforma fiscal que devia restaurar os fundos do império. Após a chegada de Vespasiano a Roma em finais de 70, Muciano pressionou o imperador de modo a que recolhesse tantos impostos como lhe for possível.
Vespasiano e Muciano ressuscitaram velhos impostos e instituíram outros novos, aumentaram o tributo das províncias e vigiaram constantemente os funcionários públicos do tesouro.
Devido à austeridade demonstrada por Vespasiano, o comportamento da sociedade romana mudou em diversos aspectos.
Em princípios de 70, Vespasiano estava ainda no Egito. Segundo Tácito, a viagem foi adiada por causa do mau tempo. Contudo, os historiadores modernos sustêm que Vespasiano ficou a fim de consolidar o seu poder na província. Começaram a circular pelo Egito histórias a respeito da divindade do imperador. Durante este período estouraram protestos em Alexandria motivadas pela nova política fiscal do imperador, que causaram que os envios de grão a Roma parasse. Porém, Vespasiano conseguiu restaurar o fornecimento, pois a população da capital imperial estava à beira de desfalecer de inanição.
O levantamento do Egito aumentou ainda mais a crise que experimentava o império, crise motivada pelas guerras civis que açoitavam estas terras. A rebelião da Judeia foi finalmente sufocada por Tito em 66, após a captura de Jerusalém. Em janeiro de 70, a Gália experimentou um levantamento conhecido como a rebelião dos batávios. Os rebeldes eram antigos auxiliares comandados por Caio Júlio Civil e Júlio Sabino, que reclamava a sua condição de imperador da Gália na sua condição de descendente vivo de Júlio César. As forças sublevadas derrotaram e absorveram duas legiões romanas antes de serem derrotadas em finais de ano pelo cunhado de Vespasiano, Quinto Petílio Cerial.

### Chegada a Roma
Vespasiano regressou para Roma em meados de 70. Era a primeira vez que entrava na cidade como imperador. À sua chegada, o novo líder do império empreendeu de imediato uma série de manobras políticas destinadas a consolidar e legitimar a sua posição:
- A fim de prevenir o seu amotinamento, ofereceu presentes aos cidadãos e ao exército.[13][14]
- Reestruturou as ordens senatorial e equestre, arrebatando aos seus inimigos as suas posições de poder e substituindo-os pelos seus aliados.[15]
- Advogou pela autonomia regional dos gregos.[14][16]

### Campanha propagandística
Outra das manobras que realizou Vespasiano a fim de reforçar o seu poder foi pôr em funcionamento uma autêntica campanha propagandística:
- Através dos seus agentes, o imperador encarregou-se de que as histórias a respeito da sua divindade, nascidas no Egito, circulassem por todo o império.[18]
- As moedas cunhadas durante o seu reinado proclamavam as suas vitórias militares e a paz que graças a ele experimentava o império.[19]
- A palavra Vindex foi retirada das moedas de modo a que a opinião pública esquecesse o general rebelde do mesmo nome ("Víndice").
- As suas obras e projetos incluíam sempre uma inscrição na qual Vespasiano gabava ou condenava os imperadores anteriores.[20]
- Foi construído no Fórum um templo à paz.[15]
- Os escritos publicados durante o seu reinado deviam passar um filtro com o objetivo de publicar nada que pudesse danificar a sua imagem pública.[21]
- Foram oferecidas recompensas financeiras aos historiadores antigos.[22] Os historiadores que viveram durante o seu reinado, tais como Tácito, Suetônio, Flávio Josefo e Plínio, o Velho, falam suspeitosamente bem do imperador, ao mesmo tempo que criticam os seus predecessores no trono.[23]
  - Tácito admite que a sua posição se viu reforçada por Vespasiano.[24]
  - Josefo identifica-o como salvador e protetor.[25]
  - Plínio dedica a sua obra História Natural ao filho de Vespasiano, Tito.[26]
- Foram castigados os que falaram contra do imperador.
  - Muitos filósofos estoicos foram acusados de corromper a moral romana com falsos ensinamentos e foram expulsos da capital.[27]
  - Helvídio Prisco, um filósofo republicano, foi executado pelos seus ensinos.[28]

### Obras e conspirações

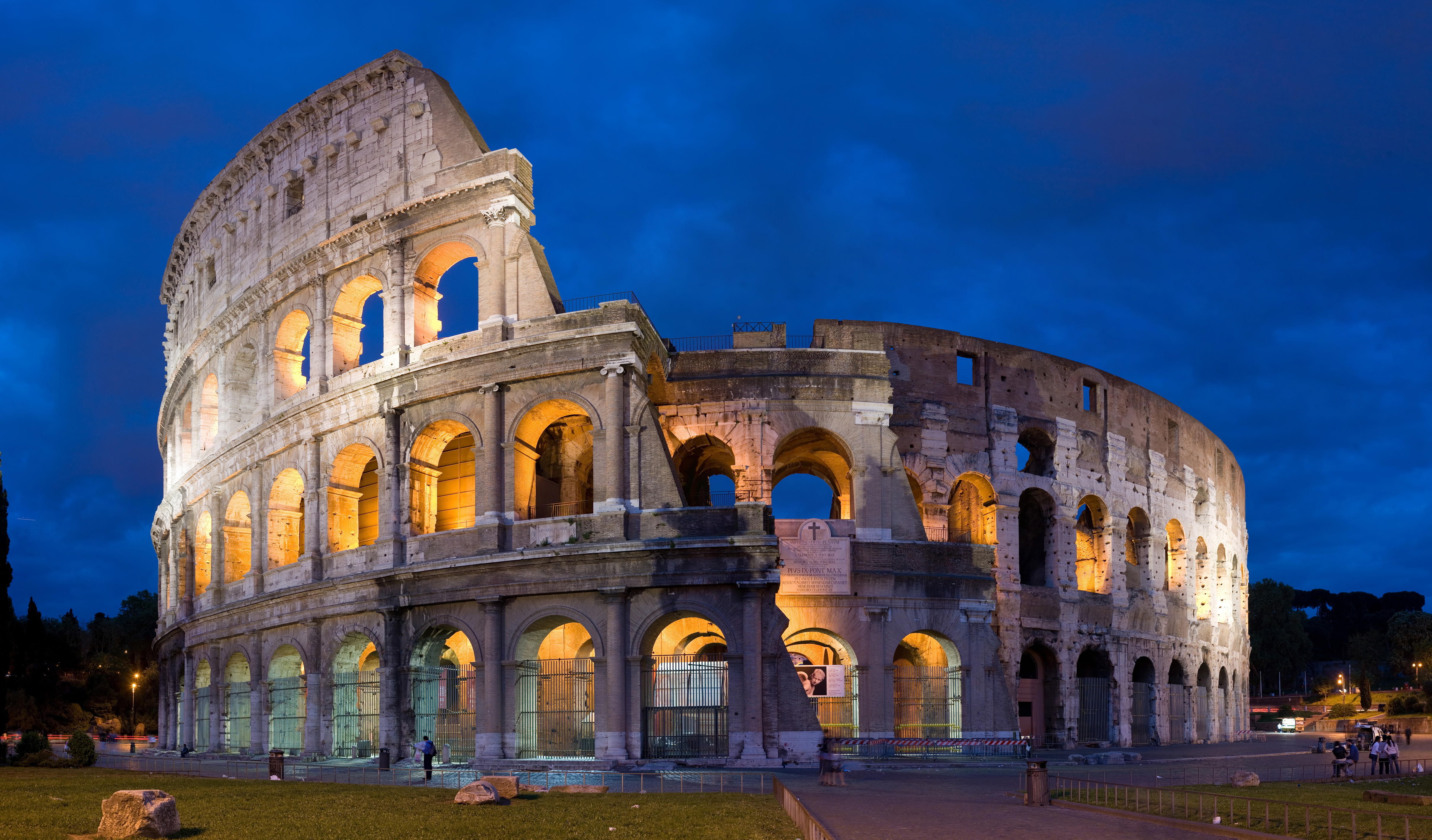
Anfiteatro Flávio. Iniciado durante o reinado de Vespasiano e terminado pelo seu filho Tito.

Pouca informação fica do reinado de Vespasiano entre 71 e 79. Os historiadores afirmam que ordenou a construção de diversos edifícios públicos e que sobreviveu de uma série de conspirações urdidas a fim de derrocá-lo:
- O imperador tratou de reconstruir Roma, a capital do Império, após o Ano dos quatro imperadores.
  - Construiu o Templo da Paz e o de Cláudio Deificado.[15]
  - Erigiu uma colossal estátua do deus Apolo, a qual fora projetada durante o reinado do imperador Nero, ao que dedicou uma parte do Teatro de Marcelo (75)
  - Começou a construção do Coliseu.
- Segundo Suetônio, Vespasiano foi vítima de constantes conspirações,[29] embora somente seja conhecida a encabeçada por Aulo Cecina Alieno e Éprio Marcelo (78/79), homens de confiança do imperador.

### Agrícola e morte
No fim do reinado de Vespasiano, em 78, o general romano Cneu Júlio Agrícola foi enviado para a província da Britânia. Lá, Agrícola consolidou o poder romano, e ampliou a província até o a atual Escócia. A 23 de junho de 79, Vespasiano faleceu vítima de uma inflamação intestinal, que o conduziu a um excesso de diarreia. Segundo Suetônio, as suas últimas palavras foram:
| “ | Vae, puto deus fio! | ” |